# Эннис, Тайлер (баскетболист)
Тайлер Кэмерон Эннис Макинтайр (англ. Tyler Cameron Ennis McIntyre; род. 24 августа 1994 года в Брамптоне, Онтарио, Канада) — канадский профессиональный баскетболист, играющий на позиции атакующего защитника в израильском клубе «Хапоэль». На уровне колледжей играл за Сиракьюс, где был признан одним из лучших игроков на своей позиции. На драфте НБА 2014 года был выбран под общим 18-м номером командой «Финикс Санз».

## Школа и колледж
Эннис посещал подготовительную школу Св. Бенедикта в Ньюарк (Нью-Джерси). Перед этим Эннис учился в начальной школе Кардинала Ньюмана в Брамптоне, штат Онтарио и Католическую школу отца Генри Керра (Онтарио). На первом году обучения в сезоне 2011-12, Эннис привел команду Св. Бенедикта (тренер Марк Тэйлор) к рекорду в 35 побед (второе место в штате Нью-Джерси). Игрок получил приз Игроку года в Нью-Джерси по версии Gatorade с результатом 14,6 очка и 7,1 результативная передача в среднем за игру. Во второй год обучения в сезоне 2012-13 команда финишировала с соотношением побед и поражений 31-2, а Эннис удостоился приза Игрок года по версии Star-Ledger, попал в первую сборную с результатов 20 очков, 6,1 результативных передач, 5,2 подбора и 3,1 перехвата в среднем за матч.
В 2013 году в рамках рейтинга, подготовленного ESPN.com, Эннис стал № 5 на позиции разыгрывающего защитника и № 20 в рейтинге по США.
В сезоне 2013-14 Эннис стал новичком команды колледжа Сиракьюс. По итогам сезона был выбран во вторую сборную конференции ACC 2014 года, стал лучшим новичком сезона конференции ACC, а также попал в первую сборную звёзд защиты. В 34 матчах в среднем набирал 12,9 очка, совершал 3,4 подбора, отдавал 5,5 результативных передач и совершал 2,1 перехвата за 35,7 минут в среднем за матч.
28 февраля 2014 года Эннис попал в число 10 финалистов на Приз Нейсмита лучшему игроку года среди студентов.
Эннис помог команде «Сиракьюс Орандж» победить Западный Мичиган во втором раунде Турнира NCAA 2014 года, однако промахнулся в следующей игре, выполняя трёхочковый бросок на исходе основного времени, что не позволило «Сиракьюз» выбить из розыгрыша Дэйтон.

## Профессиональная карьера

### Финикс Санз (2014—2015)
26 июня 2014 года Эннис на драфте НБА 2014 года был выбран под общим 18-м номером командой «Финикс Санз». Позднее присоединился к команде в Летней лиге НБА 2014 года. 8 августа подписал контракт новичка с «Санз». Дебютировал в НБА 29 октября в мачте открытия против клуба «Лос-Анджелес Лейкерс», набрал два очка, отдал три результативные передачи и совершил один блок-шот, а его команда одержала победу со счётом 119-99. В сезоне несколько раз отправлялся командой в Лигу развития, где выступал за фарм-клуб «Финикса» команду «Бейкерсфилд Джэм».

### Милуоки Бакс (2015—2016)
19 февраля 2015 года Эннис вместе с Майлсом Пламли в рамках трёхсторонней сделки отправился в «Милуоки Бакс». В сделке также участвовала «Филадельфия». Как часть сделки «Милуоки» получили от «Филадельфии» Майкла Картера-Уильямса, а в «Финикс» отправился Брэндон Найт и Кендалл Маршалл (из Милуоки и Филадельфии), а также клуб получил пик первого раунда будущих драфтов от «Финикса». На следующий день Эннис дебютировал за новую команду, набрал четыре очка и отдал две результативные передачи, выйдя на площадку со скамейки, а его команда одержала победу со счётом 89-81 над «Денвер Наггетс».
В мае 2015 года Эннису понадобилась операция на правом плече.
17 марта 2016 года Эннис набрал лучшие в карьере 13 очков и совершил пять подборов, а его команда со счётом 96-86 победила «Мемфис Гриззлис». Девять дней спустя он набрал лучший показатель в карьере, отдав 12 результативных передач в матче против «Шарлотт Хорнетс», однако его команда проиграла 115-91.

### Хьюстон Рокетс (2016—2017)
22 сентября 2016 года Эннис был обменян в «Хьюстон Рокетс» на Майкла Бизли.

### Лос-Анджелес Лейкерс (2017—2018)
23 февраля 2017 года права на Энниса вместе с правами на Брэда Ньюли были проданы в «Лос-Анджелес Лейкерс» в обмен на Марселиньо Уэртаса. 5 апреля 2017 года он впервые дебютировал за новый клуб, набрал лучший показатель в карьере — 19 очков, выйдя на замену получившему травму Д’Анджело Расселла, а команда одержала победу со счётом 102-95 над «Сан-Антонио Спёрс». Четыре дня спустя игрок вновь обновил показатель, набрав 20 очков в победном (со счётом 110—109) матче против Миннесоты.
26 июля 2017 года Эннис заново подписал контракт с «Лейкерс».
28 июня 2018 года Эннис был отчислен «Лейкерс».

### Фенербахче (2018—2019)
19 июля 2018 года Эннис подписал двухлетний контракт с турецким клубом «Фенербахче». В первых четырех играх он набирал 6,7 очков за 11,8 минут.
21 октября 2018 года в одном из матчей Эннис сломал голеностоп.
6 июля 2019 года Эннис был отчислен из турецкого клуба.

### Рапторс 905 (2019—2020)
20 октября 2019 года Эннис подписал двусторонний контракт с «Торонто Рэпторс» и сразу же был отзаявлен. Это было сделано для того, чтобы Эннис смог играть за фарм-клуб команды в Джи-Лиге, «Рэпторс 905».
20 ноября 2019 года Эннис оформил дабл-дабл из 23 очков и 12 передач в матче против «Мэн Ред Клоз».
18 января 2020 года Эннис набрал 25 очков, 10 передач, три подбора и один перехват в матче против «Кантон Чардж».
За сезон в Джи-Лиге Эннис набирал в среднем 17,1 очка, 7,4 передачи и 5,4 подбора за матч.

### Тюрк Телеком (2020—2022)
23 июля 2020 года Эннис подписал контракт с «Тюрк Телеком» из чемпионата Турции по баскетболу.
21 ноября 2020 года Эннис получил разрыв ахиллова сухожилия и выбыл до конца сезона.

### Тофаш (2022—2023)
9 января 2022 года Эннис подписал контракт с «Тофашем» из чемпионата Турции по баскетболу.
16 июля 2022 года Эннис продлил контракт с клубом на следующий сезон.

### Наполи Баскет (2023—2024)
3 сентября 2023 года Эннис подписал контракт с итальянским клубом «Наполи».

### Хапоэль (2024—настоящее время)
7 мая 2024 года Эннис подписал контракт с израильским клубом «Хапоэль» до конца сезона 2023/24.

## Национальная сборная
Тайлер Эннис начал выступать на различных международных соревнованиях за сборную Канады. В 2012 году в составе сборной принял участие в чемпионате Америки для юношей не старше 18 лет, в 2013 году завоевал бронзовую медаль на чемпионате мира для юношей не старше 19 лет, лидировал на турнире по набранным очкам с результатом 20,9 очков за матч. На турнире 2012 года выступал вместе с 1-м номером драфта 2014 года, Эндрю Уиггинсом.

## Личная жизнь
Родители Энниса — Тони Макинтайр и Сюзетт Эннис Макинтайр. У Энниса шесть братьев и сестёр: Брэндон, Дилан, Бриттани, Доминик, Тайлон и Брайсон. Отец работает Директором по операциям в спортивном институте в Оранджвилле, Онтарио и являлся инициатором создания в Онтарио Любительского спортивного союза в 2004 году. Его брат, Дилан, выступал на уровне колледжей за Орегон и Вилланову. У Энниса также есть ямайские корни. В детстве Эннис также играл в лакросс за команду «Брэмптон Эксельсиорс», где был сокомандником нынешнего игрока НХЛ, нападающего «Коламбус Блю Джекетс», Шона Монахана.

## Статистика

### Статистика в НБА
| Сезон                                                                                    | Команда | Регулярный сезон | Регулярный сезон | Регулярный сезон | Регулярный сезон | Регулярный сезон | Регулярный сезон | Регулярный сезон | Регулярный сезон | Регулярный сезон | Регулярный сезон | Регулярный сезон | Серия плей-офф | Серия плей-офф | Серия плей-офф | Серия плей-офф | Серия плей-офф | Серия плей-офф | Серия плей-офф | Серия плей-офф | Серия плей-офф | Серия плей-офф | Серия плей-офф |
| Сезон                                                                                    | Команда | GP               | GS               | MPG              | FG%              | 3P%              | FT%              | RPG              | APG              | SPG              | BPG              | PPG              | GP             | GS             | MPG            | FG%            | 3P%            | FT%            | RPG            | APG            | SPG            | BPG            | PPG            |
| ---------------------------------------------------------------------------------------- | ------- | ---------------- | ---------------- | ---------------- | ---------------- | ---------------- | ---------------- | ---------------- | ---------------- | ---------------- | ---------------- | ---------------- | -------------- | -------------- | -------------- | -------------- | -------------- | -------------- | -------------- | -------------- | -------------- | -------------- | -------------- |
| 2014/15                                                                                  | Финикс  | 8                | 0                | 7,3              | 42,9             | 33,3             | 100,0            | 0,9              | 1,8              | 0,0              | 0,3              | 2,8              | Не участвовал  | Не участвовал  | Не участвовал  | Не участвовал  | Не участвовал  | Не участвовал  | Не участвовал  | Не участвовал  | Не участвовал  | Не участвовал  | Не участвовал  |
| 2014/15                                                                                  | Милуоки | 25               | 1                | 14,1             | 35,0             | 27,0             | 60,0             | 1,1              | 2,4              | 0,7              | 0,1              | 4,0              | 1              | 0              | 16,0           | 22,2           | 20,0           | 0,0            | 4,0            | 3,0            | 0,0            | 0,0            | 5,0            |
| 2015/16                                                                                  | Милуоки | 46               | 7                | 14,2             | 44,9             | 33,3             | 73,5             | 1,6              | 2,1              | 0,5              | 0,0              | 4,5              | Не участвовал  | Не участвовал  | Не участвовал  | Не участвовал  | Не участвовал  | Не участвовал  | Не участвовал  | Не участвовал  | Не участвовал  | Не участвовал  | Не участвовал  |
| 2016/17                                                                                  | Хьюстон | 31               | 0                | 6,3              | 39,1             | 37,5             | 66,7             | 0,6              | 1,1              | 0,2              | 0,0              | 1,9              | Не участвовал  | Не участвовал  | Не участвовал  | Не участвовал  | Не участвовал  | Не участвовал  | Не участвовал  | Не участвовал  | Не участвовал  | Не участвовал  | Не участвовал  |
| 2016/17                                                                                  | Лейкерс | 22               | 2                | 17,8             | 45,1             | 38,9             | 86,4             | 1,2              | 2,4              | 0,9              | 0,1              | 7,7              | Не участвовал  | Не участвовал  | Не участвовал  | Не участвовал  | Не участвовал  | Не участвовал  | Не участвовал  | Не участвовал  | Не участвовал  | Не участвовал  | Не участвовал  |
| 2017/18                                                                                  | Лейкерс | 54               | 11               | 12,6             | 42,0             | 25,0             | 75,9             | 1,8              | 1,9              | 0,6              | 0,2              | 4,1              | Не участвовал  | Не участвовал  | Не участвовал  | Не участвовал  | Не участвовал  | Не участвовал  | Не участвовал  | Не участвовал  | Не участвовал  | Не участвовал  | Не участвовал  |
|                                                                                          | Всего   | 186              | 21               | 12,6             | 41,9             | 31,7             | 76,8             | 1,3              | 1,9              | 0,5              | 0,1              | 4,2              | 1              | 0              | 16,0           | 22,2           | 20,0           | 0,0            | 4,0            | 3,0            | 0,0            | 0,0            | 5,0            |
| Наведите курсор мыши на аббревиатуры в заголовке таблицы, чтобы прочесть их расшифровку. |         |                  |                  |                  |                  |                  |                  |                  |                  |                  |                  |                  |                |                |                |                |                |                |                |                |                |                |                |

### Статистика в колледже
| Сезон                                                                                   | Команда  | GP | GS | MPG  | FG%  | 3P%  | FT%  | RPG | APG | SPG | BPG | PPG  |  |
| --------------------------------------------------------------------------------------- | -------- | -- | -- | ---- | ---- | ---- | ---- | --- | --- | --- | --- | ---- |  |
| 2013/14                                                                                 | Сиракьюз | 34 | 34 | 35,7 | 41,1 | 35,3 | 76,5 | 3,4 | 5,5 | 2,1 | 0,2 | 12,9 |  |
| Наведите курсор мыши на аббревиатуры в заголовке таблицы, чтобы прочесть их расшифровку |          |    |    |      |      |      |      |     |     |     |     |      |  |